# Кришкауцы
Кришкауцы также Кришкэуць (рум. Crișcăuți) — село в Дондюшанском районе Молдавии. Относится к сёлам, не образующим коммуну.

## География
Село расположено на высоте 213 метров над уровнем моря.

## Население
По данным переписи населения 2004 года, в  Кришкауцах проживает 1348 человек (622 мужчины, 726 женщин).
Этнический состав села:
| Национальность | Число жителей | Процентный состав |
| -------------- | ------------- | ----------------- |
| молдаване      | 1319          | 97,85             |
| украинцы       | 12            | 0,89              |
| русские        | 9             | 0,67              |
| румыны         | 8             | 0,59              |
| Всего          | 1348          | 100 %             |